# Técnicas criativas
Técnicas criativas são métodos heurísticos para facilitar a criatividade em um indivíduo ou grupo de indivíduos, como, por exemplo, as técnicas do Brainstorming e Brainwriting.
São técnicas não tradicionais utilizadas em situações diversas, objetivando um resultado, que pode ser o aprendizado de alguma coisa ou mesmo, a facilitação da comunicação entre os sujeitos em relação. Há vários tipos de técnicas criativas, usadas na educação e na saúde, sendo exemplos destas, as dinâmicas de grupo, uso de colagens, pinturas, música e dramatizações.